# Dicranomyia lakshmi
Dicranomyia lakshmi är en tvåvingeart som först beskrevs av Alexander 1958.  Dicranomyia lakshmi ingår i släktet Dicranomyia och familjen småharkrankar.
Artens utbredningsområde är Nepal. Inga underarter finns listade i Catalogue of Life.